# Луана (Ајова)
Луана (енгл. Luana) град је у америчкој савезној држави Ајова. По попису становништва из 2010. у њему је живело 269 становника.

## Демографија
Према попису становништва из 2010. у граду је живело 269 становника, што је 20 (8,0%) становника више него 2000. године.
| Група             | 2000.       | 2010.       |
| Белци             | 235 (94,4%) | 253 (94,1%) |
| Афроамериканци    | 0 (0,0%)    | 0 (0,0%)    |
| Азијати           | 0 (0,0%)    | 0 (0,0%)    |
| Хиспаноамериканци | 13 (5,2%)   | 15 (5,6%)   |
| Укупно            | 249         | 269         |